# كيي يوشياما
كيي يوشياما (باليابانية: 内山 圭) (مواليد 19 يوليو 1993)، هو لاعب كرة قدم سابق كان يلعب كحارس مرمى.

## وصلات خارجية
- كيي يوشياما على موقع رابطة كرة القدم اليابانية للمحترفين (اليابانية)
- كيي يوشياما على موقع قاعدة بيانات كرة القدم.إي يو (الإنجليزية)
- كيي يوشياما على موقع Soccerway.com (الإنجليزية)
- كيي يوشياما على موقع عالم كرة القدم.نت (الإنجليزية)